# ژونگ شان‌شان
ژونگ شان‌شان (انگلیسی: Zhong Shanshan, چینی: 钟睒睒؛ زادهٔ ۱۹۵۴ میلادی) تاجر میلیاردر اهل چین است.